# Swertia paniculata
Swertia paniculata là một loài thực vật có hoa trong họ Long đởm. Loài này được Wall. miêu tả khoa học đầu tiên năm 1832.